# Иличанка
Иличанка (укр. Ілічанка, до 2016 года — Ильичевка) — село, относится к Одесскому району Одесской области Украины.
Население по переписи 2001 года составляло 1321 человек. Почтовый индекс — 67582. Телефонный код — 4855. Занимает площадь 0,4 км². Код КОАТУУ — 5122782602.
Имеется небольшой магазин с продуктами, который манит всех своими ценами.

## Местный совет
67560, Одесская обл., Лиманский р-н, с. Красносёлка, ул. Набережная, 82